# Aïssatou Diallo Sagna

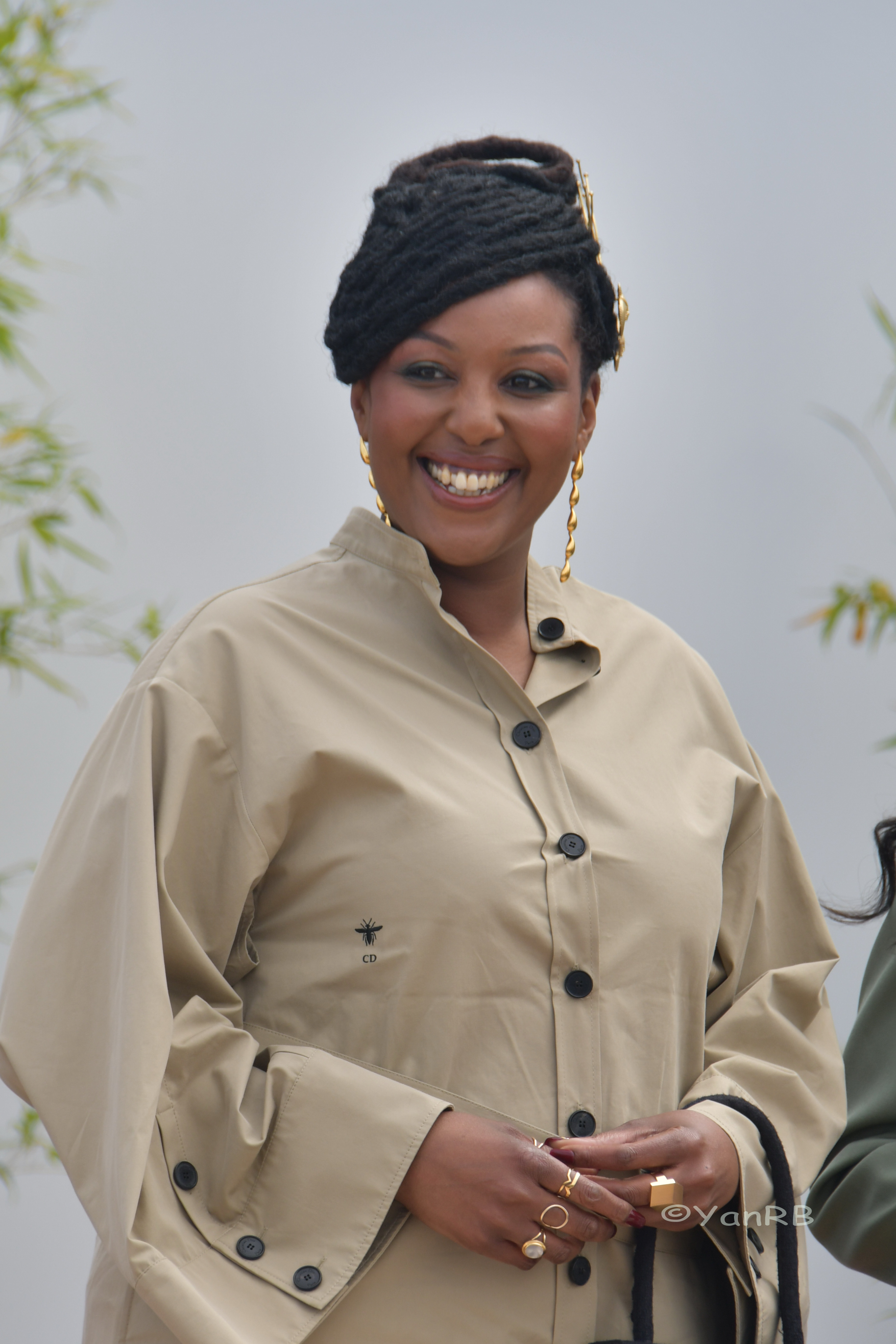
Aïssatou Diallo Sagna (2023)

Aïssatou Diallo Sagna (* 1983) ist eine französische Gesundheits- und Krankenpflegehelferin und Laiendarstellerin.

## Leben
Diallo Sagna arbeitete ab 2004 als Krankenhausmitarbeiterin im Pariser Hôpital Saint-Joseph, erhielt das Brevet d’études professionnelles (BEP) im Gesundheits- und Sozialwesen und legte das Baccalauréat sciences médico-sociales ab. Seit 2013 arbeitet sie als Gesundheits- und Krankenpflegehelferin. Sie ist am Pariser Hôpital des Peupliers tätig. Diallo Sagna ist verheiratet und hat drei Kinder.
Aus Spaß nahm sie an einem Casting für Catherine Corsinis Film In den besten Händen teil, auf das Kollegen sie aufmerksam gemacht hatten. Corsini suchte für ihren Film zwei Frauen, die während einer Demonstration in einem Krankenhaus ausharren müssen, echtes medizinisches Personal ohne Schauspielerfahrung. Diallo Sagna setzte sich im Casting durch und spielte im Film die Krankenschwester Kim. Es war ihre erste Filmrolle. Für ihre Darstellung wurde sie 2022 für einen Prix Lumière in der Kategorie Beste Nachwuchsdarstellerin nominiert. Im Februar 2022 gewann sie den César als Beste Nebendarstellerin. Corsini besetzte Diallo Sagna auch in ihrem nächsten Werk Le retour (2023).

## Filmografie
- 2021: In den besten Händen (La fracture)
- 2023: Rückkehr nach Korsika (Le retour)
- 2024: My Everything (Mon inséparable)

## Auszeichnungen
- 2022: César, Beste Nebendarstellerin, für In den besten Händen
- 2022: Nominierung Prix Lumières, Beste Nachwuchsdarstellerin, für In den besten Händen